# El Hadji Sethe Mbow
El Hadji Sethe Mbow (* 2. April 1985) ist ein ehemaliger senegalesischer Leichtathlet, der sich auf den 400-Meter-Hürdenlauf spezialisiert hat.

## Sportliche Laufbahn
Erste internationale Erfahrungen sammelte El Hadji Sethe Mbow vermutlich im Jahr 2001, als er bei den Jugendweltmeisterschaften in Debrecen mit 54,45 s im Halbfinale über 400 m Hürden ausschied. 2003 gewann er bei den Juniorenafrikameisterschaften in Garoua in 51,76 s die Silbermedaille und im Jahr darauf schied er bei den Juniorenweltmeisterschaften in Grosseto mit 50,68 s im Halbfinale aus. 2005 belegte er bei den erstmals ausgetragenen Islamic Solidarity Games in Mekka in 51,57 s den vierten Platz und im August schied er bei der Sommer-Universiade in Izmir mit 51,69 s im Semifinale aus. Im Dezember kam er bei den Spielen der Frankophonie in Niamey mit 52,36 s nicht über den Vorlauf hinaus und gewann mit der senegalesischen 4-mal-400-Meter-Staffel in 3:11,37 min die Bronzemedaille hinter den Teams aus Marokko und Mauritius. Im Jahr darauf belegte er bei den Afrikameisterschaften in Bambous in 53,00 s den achten Platz im Hürdenlauf und 2007 gelangte er bei den Afrikaspielen in Algier mit 50,94 s auf den sechsten Platz. Zudem belegte er dort im Staffelbewerb in 3:08,35 min den sechsten Platz. Daraufhin schied er bei den Studentenweltspielen in Bangkok mit 50,58 s im Semifinale über 400 m Hürden aus. Im Jahr darauf klassierte er sich bei den Afrikameisterschaften in Addis Abeba mit 51,83 s auf dem siebten Platz über 400 m Hürden und gewann mit der Staffel in 3:05,93 min gemeinsam mit Mamadou Kassé Hann, Mamadou Guaye und Nouha Badji die Bronzemedaille hinter den Teams aus Südafrika und dem Sudan. In den darauffolgenden Jahren bestritt er nur noch vereinzelt Wettkämpfe, ehe er 2013 seine aktive sportliche Karriere im Alter von 28 Jahren beendete. 
2006 wurde Mbow senegalesischer Meister im 400-Meter-Hürdenlauf.